# Liste der Stolpersteine in Recklinghausen
Die Liste der Stolpersteine in Recklinghausen enthält alle Stolpersteine, die im Rahmen des gleichnamigen Kunst-Projekts von Gunter Demnig in Recklinghausen verlegt worden sind.

## Verlegte Stolpersteine
| Adresse                    | Name, Inschrift | Verlege- datum | Bild | Anmerkung |
| -------------------------- | --- | -------------- | --- | --------- |
| Bochumer Straße 73 (Lage)  | Hier wohnte Kurt Aron Jg. 1898 deportiert 1942 Riga 1943 Riga-Kaiserwald ermordet 1944 | 15. Aug. 2022  | |           |
| Bochumer Straße 73 (Lage)  | Hier wohnte Minna Aron geb. Saalberg Jg. 1900 deportiert 1942 Riga 1943 Riga-Kaiserwald 1944 Stutthof befreit | 15. Aug. 2022  | |           |
| Bochumer Straße 73 (Lage)  | Hier wohnte Gerd Aron Jg. 1929 deportiert 1942 Riga 1943 Riga-Kaiserwald 1944 Stutthof ermordet in Auschwitz | 15. Aug. 2022  | |           |
| Bochumer Straße 73 (Lage)  | Hier wohnte Clara Saalberg geb. Rosenbaum Jg. 1878 deportiert 1942 Riga 1943 Auschwitz ermordet | 15. Aug. 2022  | |           |
| Bochumer Straße 111 (Lage) | Hier wohnte Heinrich Hanau Jg. 1870 deportiert 1942 Riga ermordet | 23. Juni 2020  | |           |
| Bochumer Straße 111 (Lage) | Hier wohnte Felix Markus Jg. 1880 deportiert 1942 Riga ermordet | 23. Juni 2020  | |           |
| Bochumer Straße 111 (Lage) | Hier wohnte Julie Markus geb. Hanau Jg. 1877 deportiert 1942 Riga ermordet | 23. Juni 2020  | |           |
| Bochumer Straße 111 (Lage) | Hier wohnte Dina Markus Jg. 1910 Flucht 1939 Holland interniert Westerbork deportiert 1942 Auschwitz ermordet 7.9.1942                                                                                                | 23. Juni 2020  | |           |
| Bochumer Straße 111 (Lage) | Hier wohnte Martha Markus Jg. 1911 deportiert 1942 Riga 1944 Stutthof befreit | 23. Juni 2020  | |           |
| Bochumer Straße 137 (Lage) | Hier wohnte Berta Menschenfreund Jg. 1892 verhaftet Ravensbrück 'verlegt' März 1942 Bernburg ermordet am Tag der Ankunft                                                                                              | 17. Dez. 2016  | der Stolperstein für Berta Menschenfreund |           |
| Bochumer Straße 137 (Lage) | Hier wohnte Dagobert Menschenfreund Jg. 1926 deportiert 1942 Riga 1944 Stutthof Buchenwald befreit | 17. Dez. 2016  | der Stolperstein für Dagobert Menschenfreund |           |
| Bochumer Straße 137 (Lage) | Hier wohnte Julius Menschenfreund Jg. 1888 deportiert 1942 ermordet in Riga | 17. Dez. 2016  | der Stolperstein für Julius Menschenfreund |           |
| Bochumer Straße 137 (Lage) | Hier wohnte Mia Menschenfreund Jg. 1920 deportiert 1942 Riga 1944 Stutthof ermordet | 17. Dez. 2016  | der Stolperstein für Mia Menschenfreund |           |
| Friedhofstraße 13 (Lage)   | Hier wohnte Oskar Jäckel | 14. Mai 2024   | Bild gesucht Der Benutzer GeorgDerReisende ( Diskussion ) wünscht sich an dieser Stelle ein Bild vom Ort mit diesen Koordinaten 51.615264 7.199945 . Motiv: Friedhofstraße 13: die Stolpersteine für die Familie Jäckel Falls du dabei helfen möchtest, erklärt die Anleitung , wie das geht. BW                                                                  | [ 1 ]     |
| Friedhofstraße 13 (Lage)   | Hier wohnte Judith Jäckel | 14. Mai 2024   | Bild gesucht Die Wikipedia wünscht sich an dieser Stelle ein Bild vom hier behandelten Ort. Falls du dabei helfen möchtest, erklärt die Anleitung , wie das geht. BW |           |
| Friedhofstraße 13 (Lage)   | Hier wohnte Bernhard Jäckel | 14. Mai 2024   | Bild gesucht Die Wikipedia wünscht sich an dieser Stelle ein Bild vom hier behandelten Ort. Falls du dabei helfen möchtest, erklärt die Anleitung , wie das geht. BW |           |
| Friedhofstraße 13 (Lage)   | Hier wohnte Joachim Jäckel | 14. Mai 2024   | Bild gesucht Die Wikipedia wünscht sich an dieser Stelle ein Bild vom hier behandelten Ort. Falls du dabei helfen möchtest, erklärt die Anleitung , wie das geht. BW |           |
| Friedhofstraße 13 (Lage)   | Hier wohnte Max Jäckel | 14. Mai 2024   | Bild gesucht Die Wikipedia wünscht sich an dieser Stelle ein Bild vom hier behandelten Ort. Falls du dabei helfen möchtest, erklärt die Anleitung , wie das geht. BW |           |
| Friedhofstraße 13 (Lage)   | Hier wohnte Johanna Jäckel | 14. Mai 2024   | Bild gesucht Die Wikipedia wünscht sich an dieser Stelle ein Bild vom hier behandelten Ort. Falls du dabei helfen möchtest, erklärt die Anleitung , wie das geht. BW |           |
| Friedhofstraße 13 (Lage)   | Hier wohnte Fanny Jäckel | 14. Mai 2024   | Bild gesucht Die Wikipedia wünscht sich an dieser Stelle ein Bild vom hier behandelten Ort. Falls du dabei helfen möchtest, erklärt die Anleitung , wie das geht. BW |           |
| Gertrudisplatz 26 (Lage)   | Hier wohnte Maria Elisabeth Cohaupt Jg. 1913 eingewiesen 1937 Heilanstalt Lengerich 'verlegt' 1941 Heilanstalt Weilmünster ermordet 8.4.1944                                                                          | 14. Sep. 2018  | der Stolperstein für Maria Elisabeth Cohaupt |           |
| Herner Straße 8a (Lage)    | Hier wohnte Änne Tepper geb. Brunnengräber Jg. 1896 'Polenaktion' 1938 Bentschen/Zbaszyn zurückgekehrt deportiert 1942 Riga 1944 Stutthof ermordet                                                                    | 20. Apr. 2017  | der Stolperstein für Änne Tepper |           |
| Herner Straße 8a (Lage)    | Hier wohnte Fanny Tepper Jg. 1922 'Polenaktion' 1938 Bentschen/Zbaszyn zurückgekehrt deportiert 1942 Riga 1944 Stutthof ermordet                                                                                      | 20. Apr. 2017  | der Stolperstein für Fanny Tepper |           |
| Herner Straße 8a (Lage)    | Hier wohnte Markus Tepper Jg. 1895 'Polenaktion' 1938 Bentschen/Zbaszyn zurückgekehrt verhaftet 20.3.1940 Sachsenhausen ermordet 23.5.1940                                                                            | 20. Apr. 2017  | der Stolperstein für Markus Tepper |           |
| Herner Straße 8a (Lage)    | Hier wohnte Max Tepper Jg. 1926 'Polenaktion' 1938 Bentschen/Zbaszyn zurückgekehrt deportiert 1942 Riga 1944 Stutthof befreit                                                                                         | 20. Apr. 2017  | der Stolperstein für Max Tepper |           |
| Herner Straße 8a (Lage)    | Hier wohnte Ruth Tepper Jg. 1924 Flucht 1940 Palästina tot 25.11.1940 Explosion der MS Patria vor Haifa | 20. Apr. 2017  | der Stolperstein für Ruth Tepper |           |
| Hertener Straße 2 (Lage)   | Hier wohnte Gertrud Schürmann Jg. 1910 eingewiesen 1928 u. 1937 Heilanstalt Warstein 'verlegt' 21.7.1941 Hadamar ermordet 21.7.1941 'Aktion T4'                                                                       | 18. Juni 2021  | |           |
| Hertener Straße 60 (Lage)  | Hier wohnte Bruder Johannes Goebels Jg. 1896 im christlichen Widerstand verhaftet 1943 Polizeigefängnis 1944 Dachau ermordet 17.3.1944                                                                                | 15. Dez. 2019  | |           |
| Hertener Straße 61 (Lage)  | Recklinghausen 1941–1945 fast 8000 Zwangsarbeiterinnen und Zwangsarbeiter waren in der Stadt sie mussten schwerste Arbeiten verrichten gedmütigt, misshandelt oder ermordet auch dieser Bunker wurde von ihnen gebaut | 19. Okt. 2023  | Bild gesucht Der Benutzer GeorgDerReisende ( Diskussion ) wünscht sich an dieser Stelle ein Bild vom Ort mit diesen Koordinaten 51.609508 7.184403 . Motiv: Hertener Straße 61: Stolperschwelle für die Zwangsarbeiterinnen und Zwangsarbeiter von Recklinghausen, die Lage und das Haus Falls du dabei helfen möchtest, erklärt die Anleitung , wie das geht. BW |           |
| Hochstraße 52 (Lage)       | Hier wohnte Eva Pander geb. Jacobi Jg. 1853 deportiert 1942 Theresienstadt ermordet 9.10.1942 | 14. Sep. 2018  | der Stolperstein für Eva Pander |           |
| Hochstraße 52 (Lage)       | Hier wohnte Elfriede Sternberg Jg. 1880 deportiert 1942 Theresienstadt 1944 Auschwitz ermordet | 14. Sep. 2018  | der Stolperstein für Elfriede Sternberg |           |
| Hochstraße 52 (Lage)       | Hier wohnte Helene Sternberg Jg. 1854 deportiert 1942 Theresienstadt ermordet am 31.1.1943 | 14. Sep. 2018  | der Stolperstein für Helene Sternberg |           |
| Münsterstraße 7 (Lage)     | Hier wohnte Moritz Pinkus Jg. 1888 Flucht 1939 Belgien interniert Mechelen deportiert 1943 Auschwitz ermordet 1943 | 18. Juni 2021  | |           |
| Münsterstraße 7 (Lage)     | Hier wohnte Grete Pinkus geb. Herz Jg. 1889 Flucht 1939 Belgien interniert Mechelen deportiert 1943 Auschwitz ermordet 1943                                                                                           | 18. Juni 2021  | |           |
| Münsterstraße 7 (Lage)     | Hier wohnte Else Pinkus JG. 1916 Umzug 1939 Berlin Flucht 1939 USA | 18. Juni 2021  | |           |
| Münsterstraße 7 (Lage)     | Hier wohnte Margot Pinkus Jg. 1922 Flucht 1939 Belgien interniert Mechelen deportiert 1943 Auschwitz ermordet 1943 | 18. Juni 2021  | |           |
| Paulusstraße 6 (Lage)      | Hier wohnte Adolf Aron Jg. 1894 deportiert 1942 Riga 1943 Auschwitz ermordet 1944 | 15. Dez. 2019  | |           |
| Paulusstraße 6 (Lage)      | Hier wohnte Else Aron geb. Saalberg Jg. 1899 deportiert 1942 Riga 1943 Auschwitz ermordet 1943 | 15. Dez. 2019  | |           |
| Paulusstraße 6 (Lage)      | Hier wohnte Rolf Aron Jg. 1927 deportiert 1942 Riga 1944 Stutthof Buchenwald Todesmarsch Richtung Theresienstadt befreit                                                                                              | 15. Dez. 2019  | |           |
| Paulusstraße 6 (Lage)      | Hier wohnte Hans-Fred Aron Jg. 1932 deportiert 1942 Riga 1943 Auschwitz ermordet 1943 | 15. Dez. 2019  | |           |
| Paulusstraße 6 (Lage)      | Hier wohnte Günther Aron Jg. 1936 deportiert 1942 Riga 1943 Auschwitz ermordet 1943 | 15. Dez. 2019  | |           |
| Steinstraße 12 (Lage)      | Hier wohnte Ilse Markus Jg. 1927 deportiert 1942 Riga ermordet in Stutthof | 2. März 2015   | der Stolperstein für Ilse Markus |           |
| Steinstraße 12 (Lage)      | Hier wohnte Robert Markus Jg. 1886 deportiert 1942 ermordet in Riga | 2. März 2015   | der Stolperstein für Robert Markus |           |
| Steinstraße 12 (Lage)      | Hier wohnte Ruth Markus Jg. 1928 deportiert 1942 ermordet in Riga | 2. März 2015   | der Stolperstein für Ruth Markus |           |
| Steinstraße 12 (Lage)      | Hier wohnte Selma Markus Jg. 1891 deportiert 1942 ermordet in Riga | 2. März 2015   | der Stolperstein für Selma Markus |           |
| Westerholter Weg 27 (Lage) | Albert Albin Funk Jg. 1894 im Widerstand verhaftet 16.4.1933 misshandelt Sturz aus Fenster tot 27.4.1933 |                | der Stolperstein für Albert Albin Funk |           |
| Westerholter Weg 27 (Lage) | Heinrich Vörding Jg. 1902 im Widerstand verhaftet Feb 1933 misshandelt Sturz aus Fenster tot 29.7.1933 |                | der Stolperstein für Heinrich Vörding |           |